# 702
702 (DCCII na numeração romana) foi um ano comum do século VIII, do Calendário Juliano, da Era de Cristo, teve início e fim em um domingo, com a letra dominical A.
| ano completo                    |
| ------------------------------- |
| Ano comum com início ao domingo |

## Mortes
- Égica, rei dos Visigodos